# Гроус Појнт Вудс (Мичиген)
Гроус Појнт Вудс (енгл. Grosse Pointe Woods) град је у америчкој савезној држави Мичиген. По попису становништва из 2010. у њему је живело 16.135 становника.

## Демографија
Према попису становништва из 2010. у граду је живело 16.135 становника, што је 945 (5,5%) становника мање него 2000. године.
| Група             | 2000.          | 2010.          |
| Белци             | 16.310 (95,5%) | 14.525 (90,0%) |
| Афроамериканци    | 108 (0,6%)     | 726 (4,5%)     |
| Азијати           | 355 (2,1%)     | 392 (2,4%)     |
| Хиспаноамериканци | 167 (1,0%)     | 270 (1,7%)     |
| Укупно            | 17.080         | 16.135         |